# Werwolf
För Wehrmachts högkvarter i Ukraina, se Werwolf (högkvarter).

Vimpel för Werwolf.

Werwolf (tyska för "varulv") var en gerillarörelse som bildades i Nazityskland under andra världskrigets slutskede, när de allierade var på väg att invadera tyskt landområde. Befälhavare för Werwolf var Hans-Adolf Prützmann. 
Werwolf nådde inga betydelsefulla framgångar i strid och utförde endast en handfull aktioner. Den mest kända ägde rum den 25 mars 1945 när medlemmar ur Werfolf mördade Aachens överborgmästare Franz Oppenhoff, som de allierade hade tillsatt efter att ha intagit staden i oktober 1944.

### Webbkällor
- ”Der "Werwolf"” (på tyska). Deutsches Historisches Museum. Arkiverad från originalet den 2 mars 2014. https://www.webcitation.org/6NmZE9deA?url=http://www.dhm.de/lemo/html/wk2/kriegsverlauf/werwolf/index.html. Läst 2 mars 2014.